# شارلوت غريمشاو
شارلوت غريمشاو (بالإنجليزية: Charlotte Grimshaw)‏ (1968)؛ روائية نيوزيلندية.